# Avalanche Engine
Avalanche Engine – silnik gry używany w grach komputerowych, stworzony przez firmę Avalanche Studios. Po raz pierwszy został użyty w grze Just Cause w 2006 roku. W 2009 roku pojawiła się jego ulepszona wersja 2.0. Silnik umożliwia wyświetlanie grafiki trójwymiarowej o wysokiej jakości i licznych postaci na ekranie, a także obsługuje zaawansowaną sztuczną inteligencję. W 2009 roku portal IGN umieścił Avalanche Engine na liście 10 najlepszych silników w historii siódmej generacji gier komputerowych.

## Lista gier używających silnika
Wersja 1.0
- Just Cause (2006)

Wersja 2.0
- The Hunter (2009)
- Just Cause 2 (2010)
- Renegade Ops (2011)